# Kaarlo Soinio
Kaarlo Kyösti Soinio (Helsinki, 28 gennaio 1888 – Helsinki, 24 ottobre 1960) è stato un ginnasta e calciatore finlandese, di ruolo difensore. Era fratello di Eino Soinio.

## Carriera

### Ginnastica
Soinio partecipò ai Giochi olimpici di Londra 1908, gareggiando nella ginnastica. Vinse la medaglia di bronzo nel concorso a squadre.

### Calcio

#### Club
Ha vinto due campionati finlandesi di calcio con l'HJK Helsinki.

#### Nazionale
Soinio ha collezionato 3 presenze con la propria Nazionale, una delle quali in occasione dei Giochi Olimpici del 1912, disputata contro l'Italia.

#### Statistiche

##### Cronologia presenze e reti in Nazionale
| Cronologia completa delle presenze e delle reti in nazionale ― Finlandia | Cronologia completa delle presenze e delle reti in nazionale ― Finlandia | Cronologia completa delle presenze e delle reti in nazionale ― Finlandia | Cronologia completa delle presenze e delle reti in nazionale ― Finlandia | Cronologia completa delle presenze e delle reti in nazionale ― Finlandia | Cronologia completa delle presenze e delle reti in nazionale ― Finlandia | Cronologia completa delle presenze e delle reti in nazionale ― Finlandia | Cronologia completa delle presenze e delle reti in nazionale ― Finlandia |
| Data                                                                     | Città                                                                    | In casa                                                                  | Risultato                                                                | Ospiti                                                                   | Competizione                                                             | Reti                                                                     | Note                                                                     |
| ------------------------------------------------------------------------ | ------------------------------------------------------------------------ | ------------------------------------------------------------------------ | ------------------------------------------------------------------------ | ------------------------------------------------------------------------ | ------------------------------------------------------------------------ | ------------------------------------------------------------------------ | ------------------------------------------------------------------------ |
| 22-10-1911                                                               | Helsinki                                                                 | Finlandia                                                                | 2 – 5                                                                    | Svezia                                                                   | Amichevole                                                               | -                                                                        |                                                                          |
| 27-6-1912                                                                | Solna                                                                    | Svezia                                                                   | 7 – 1                                                                    | Finlandia                                                                | Amichevole                                                               | -                                                                        |                                                                          |
| 29-6-1912                                                                | Traneberg                                                                | Finlandia                                                                | 3 – 2                                                                    | Italia                                                                   | Giochi Olimpici 1912                                                     | -                                                                        |                                                                          |
| Totale                                                                   |                                                                          | Presenze                                                                 | 3                                                                        |                                                                          | Reti                                                                     | 0                                                                        |                                                                          |

## Palmarès

### Ginnastica
Bronzo olimpico: 1
Concorso a squadre: Londra 1908

### Calcio
- Campionato finlandese: 2

HJK: 1911, 1912